# غاوطرنا
غاوطرنا (بالفارسية: گاوطرنا) هي قرية تقع في قسم غلمكان الريفي (مقاطعة تشناران) في إيران. يقدر عدد سكانها بـ 516 نسمة بحسب إحصاء 2016.